# Св. св. Петър и Павел (Долна Баница)
„Св. св. Петър и Павел“ (на македонска литературна норма: „Св. св. Петар и Павле“) е възрожденска църква в гостиварското село Долна Баница, Република Македония, част от Тетовско-Гостиварската епархия на Македонската православна църква – Охридска архиепископия. Църквата е изградена в края на XIX век в местността Църквище. Край нея има средновековен некропол, в който ес виждат каменни плочи и кръстове от бигор.